# Eloise Mumford
Eloise Mumford (Olympia, 24 settembre 1986) è un'attrice statunitense.

## Biografia

### Carriera
Ottiene il suo primo ruolo di rilievo nel 2012 recitando in Una spia al liceo, un film di Tom Vaughan e, sempre nello stesso anno, farà parte del cast della serie The River dove interpreterà la parte di Lena Landry, la serie viene cancellata dopo una sola stagione.
Reciterà una parte nel film Natale con Holly, e nel 2015 interpreterà Katherine Kavanagh nel film Cinquanta sfumature di grigio, recitando nuovamente il ruolo anche nei sequel Cinquanta sfumature di nero e Cinquanta sfumature di rosso, ispirati ai romanzi di E. L. James.
Appare come personaggio ricorrente, nel ruolo di Hope Jacquinot, in alcuni episodi di Chicago Fire, mentre nel 2020 interpreta Trudy Cooper nella serie Disney+ The Right Stuff - Uomini veri.

### Vita privata
È la seconda di tre figli, ha una sorella maggiore di nome Anna e un fratello minore di nome Kai, figlia di Tom Mumford e Nancy Smith. Prima di frequentare le scuole medie ha studiato a casa come privatista. Nel 2009 si è laureata all'Università di New York.

## Filmografia

### Cinema
- Una spia al liceo (So Undercover), regia di Tom Vaughan (2012)
- Drones, regia di Rick Rosenthal (2013)
- In the Blood, regia di John Stockwell (2014)
- Senza uscita (Not Safe for Work), regia di Joe Johnston (2014)
- Cinquanta sfumature di grigio (Fifty Shades of Grey), regia di Sam Taylor-Johnson (2015)
- The Night Is Young, regia di Matt Jones e Dave Hill (2017)
- Cinquanta sfumature di nero (Fifty Shades Darker), regia di James Foley (2017)
- Cinquanta sfumature di rosso (Fifty Shades Freed), regia di James Foley (2018)
- Standing Up, Falling Down, regia di Matt Ratner (2019)

### Televisione
- Crash - serie TV, 4 episodi (2008)
- Law & Order - Unità vittime speciali (Law & Order: Special Victims Unit) - serie TV, episodio 11x2 (2009)
- Mercy - serie TV, episodio 1x9 (2009)
- Lone Star - serie TV, 5 episodi (2010)
- The River - serie TV, 8 episodi (2012)
- Natale con Holly (Christmas with Holly), regia di Allan Arkush - film TV (2012)
- Reckless, regia di Martin Campbell - film TV (2013)
- Warriors, regia di Martin Campbell - film TV (2014)
- Appena in tempo per Natale (Just in Time for Christmas), regia di Sean McNamara - film TV (2015)
- Il Natale di Grace (A Veteran's Christmas), regia di Mark Jean - film TV (2018)
- Chicago Fire - serie TV, 8 episodi (2017-2019)
- Horse's Mouth - serie TV, 2 episodi (2019)
- The Right Stuff - Uomini veri (The Right Stuff) - serie TV, 8 episodi (2020)
- Il dolce profumo dell'amore (The Baker's Son), regia di Mark Jean - film TV (2021)
- Un amore in Cornovaglia (The Presence of Love), regia di Maclain Nelson - film TV (2022)
- Alex Cross - serie TV, 8 episodi (2024)

### Cortometraggi
- Some Boys Don't Leave, regia di Maggie Kiley (2009)
- Buried Treasure, regia di Leslie Hope (2012)

## Doppiatrici italiane
Nelle versioni in italiano delle opere in cui ha recitato, Eloise Mumford è stata doppiata da:
- Valentina Favazza in Cinquanta sfumature di grigio, The Right Stuff- Uomini veri, Alex Cross, Chicago Fire
- Chiara Oliviero in Cinquanta sfumature di nero, Cinquanta sfumature di rosso
- Francesca Manicone in Una spia al liceo, The River
- Letizia Scifoni in Crash
- Deborah Ciccorelli in Il Natale di Grace
- Chiara Gioncardi in Natale con Holly
- Eleonora Reti ne Il dolce profumo dell'amore